# Grekiska köket
Grekiska köket är ett typiskt medelhavskök, som delar kännetecken med bland andra det italienska köket, serbiska köket, turkiska köket och kök i Mellanöstern. I modern grekisk matlagning används mycket olivolja, grönsaker och örter, sädesslag, bröd, vin, fisk och olika sorters kött, till exempel fågel och kanin. Typiska ingredienser i det grekiska köket är lamm och griskött, oliver, ost, äggplanta, zucchini och yoghurt. Desserterna domineras av nötter och honung. I många rätter ingår filodeg.

## Historik
De äldsta fynd man hittat i Grekland som visar att människorna övergått från att jaga och samla föda till att odla och producera egen mat är 7 000 år gamla, det vill säga från neolitikum. Den huvudsakliga födan verkar då ha varit odlad vete, havre, korn och råg samt baljväxter såsom linser och ärtor, som kompletterades med vild, färsk eller torkad frukt såsom oliver, ekollon, nötter, plommon och slånbär. Därefter började vin och bondbönor att odlas, följt av fikon, vildpäron och sötmandel. Man började även föda upp får, grisar och kor för mjölkens och köttets skull.

### Bronsåldern

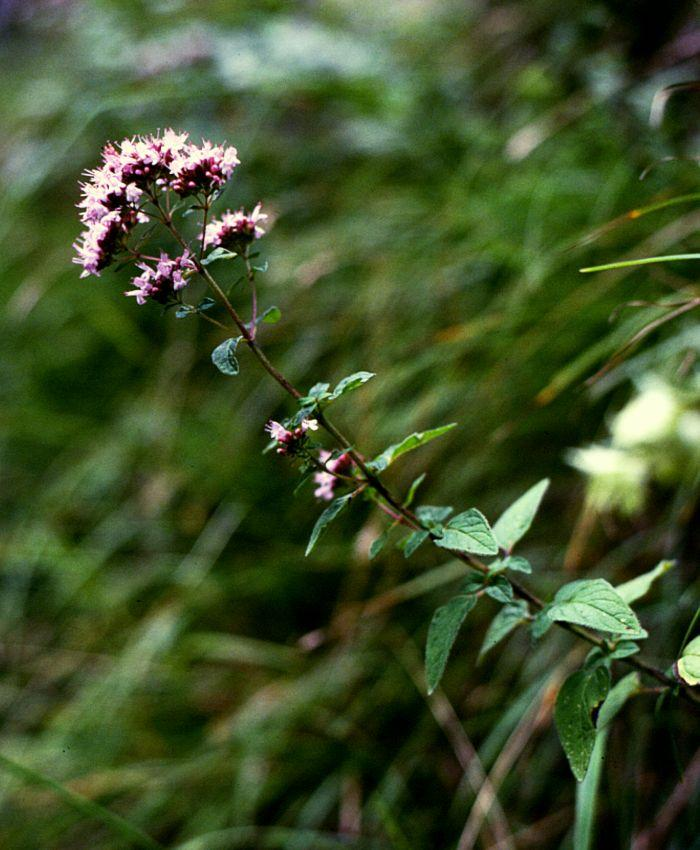
Oregano var en uppskattad krydda redan under antiken

Successivt introducerades nya livsmedel och i takt med att nya tillagningsmetoder utvecklades och förfinades förbättrades tillvaron. Detta verifieras av det stora antal matlagningsverktyg som har grävts fram vid fyndplatser, men också av frukterna som hittats inbrända i resterna av olika palats. Kokta och grillade, eller i vissa fall råa grönsaker och skidfrukter, var basvaror i kosten. De flesta maträtterna smaksattes med hjälp av kryddor som oregano, pepparmynta, timjan, saffran, vitlök, nejlika och kapris. Huvudingrediensen i all kost var vete. Av vetet gjorde man bland annat mjöl, som var basingrediensen i gröt, samt många sorters pajer som man strödde över med honung, sesamfrön eller, på Kreta, vallmofrön. Av mjölet gjorde man också bröd som ofta offrades vid helgedomar.
Oliver och olivolja, tillsammans med andra oljor, såsom sesamolja, nejlikolja och linolja, var också basvaror. Linfröolja användes för att smörja grillade pajer. Torkade frukter såsom mandel, kikärtor, ekollon, valnötter och johannesbrödfrön användes också. Johannesbrödfröt brukades främst för att få fram sötningsmedlet johannesbrödfröhonung, som användes till tillverkning av sötsaker. Emellertid var citrusträdet fortfarande okänt.
Man åt mycket olika slags kött. Griskött, nötkött, lamm och getkött åts ofta grillat, kokt eller finhackat i pajer. Mjölk och ost var vanliga produkter, medan hönor och duvor föddes upp för köttets och äggens skull. Jakt, som var ett av nöjena under forntiden, gav delikatesser såsom vildsvin, hjortar, rådjur, vildgetter, harar och vilda tjurar. På Kreta åts även sniglar. Minoer brukade plocka sniglar på fälten i sådan utsträckning att det blev en grekisk exportvara. Man fiskade mycket och havsmat utgjorde en stor del av födan. Fisk och skaldjur såsom havsbraxen, rödmulle, tonfisk, havsabborre, skorpionfisk, stingrocka, sardiner, guldsparid, bläckfisk och åttaarmad bläckfisk, åts grillade, saltade, soltorkade eller i soppor. Allt serverades med vin som fanns i många varianter i alla Greklands regioner.

### Antiken

#### Vegetabilisk mat

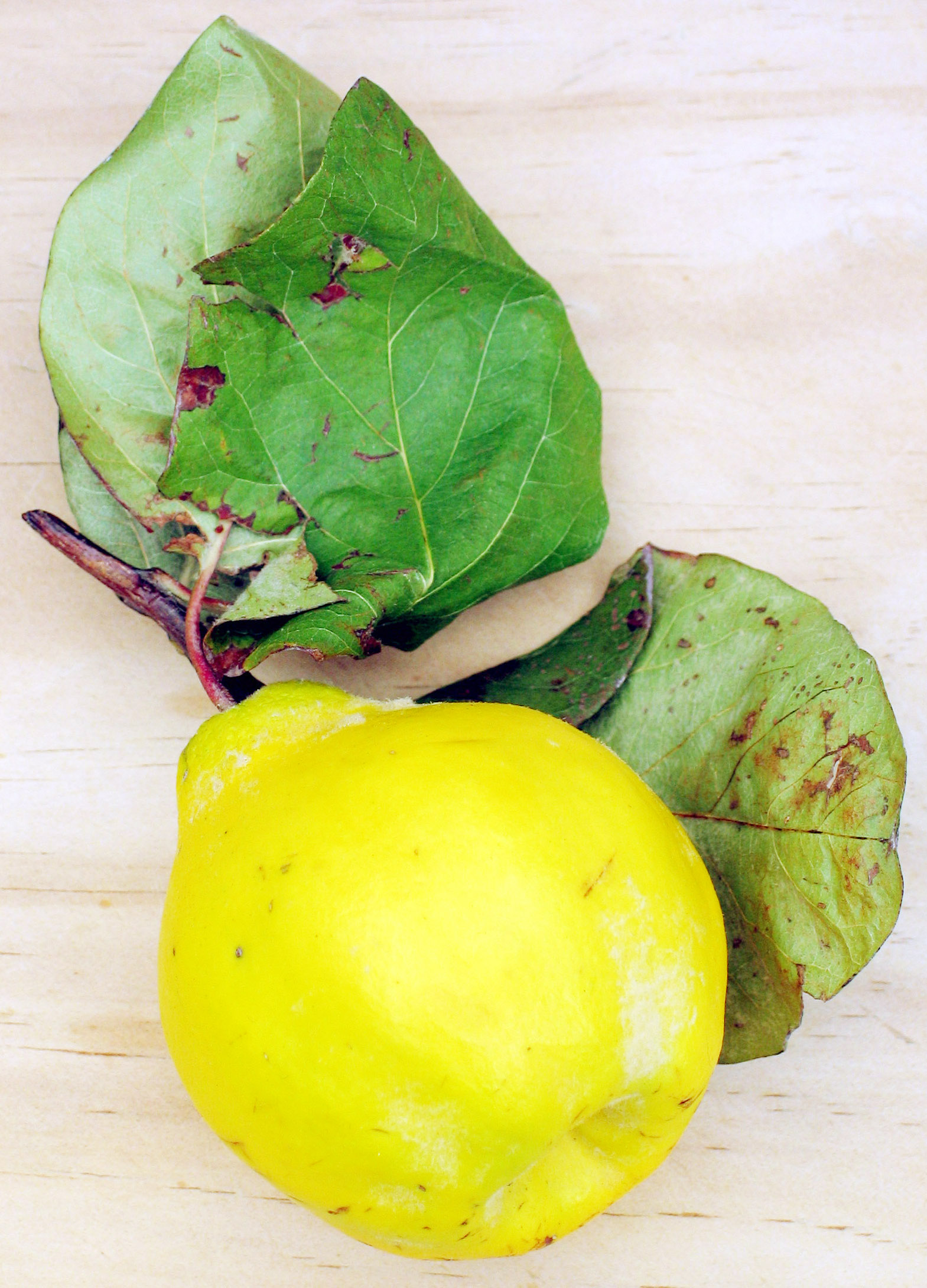
Kvitten har funnits i det grekiska köket sedan länge, och användes i brist på citroner för att ge maten en surare ton.

Många influenser från forntiden fanns kvar under antiken. Under perioden började matlagning att betraktas som konst. På 500-talet f.Kr. uppmärksammades många kockar som skapade nya maträtter och intresserade sig för gastronomi. På 400-talet f.Kr. skrevs den första kokboken på Sicilien av Archestratos. Informationen vi har i dag, kommer emellertid från en annan författare, Atheneos, som i sitt verk Dipnosophistes (Sofister av Symposium), beskriver matlagningsprocessen från den homeriska eran fram till 200 e.Kr. I hans verk nämns alla vanliga maträtter, deras namn och hur man lagar dem. Många av grekiska kökets maträtter, bland annat många soppor, härrör från antiken.

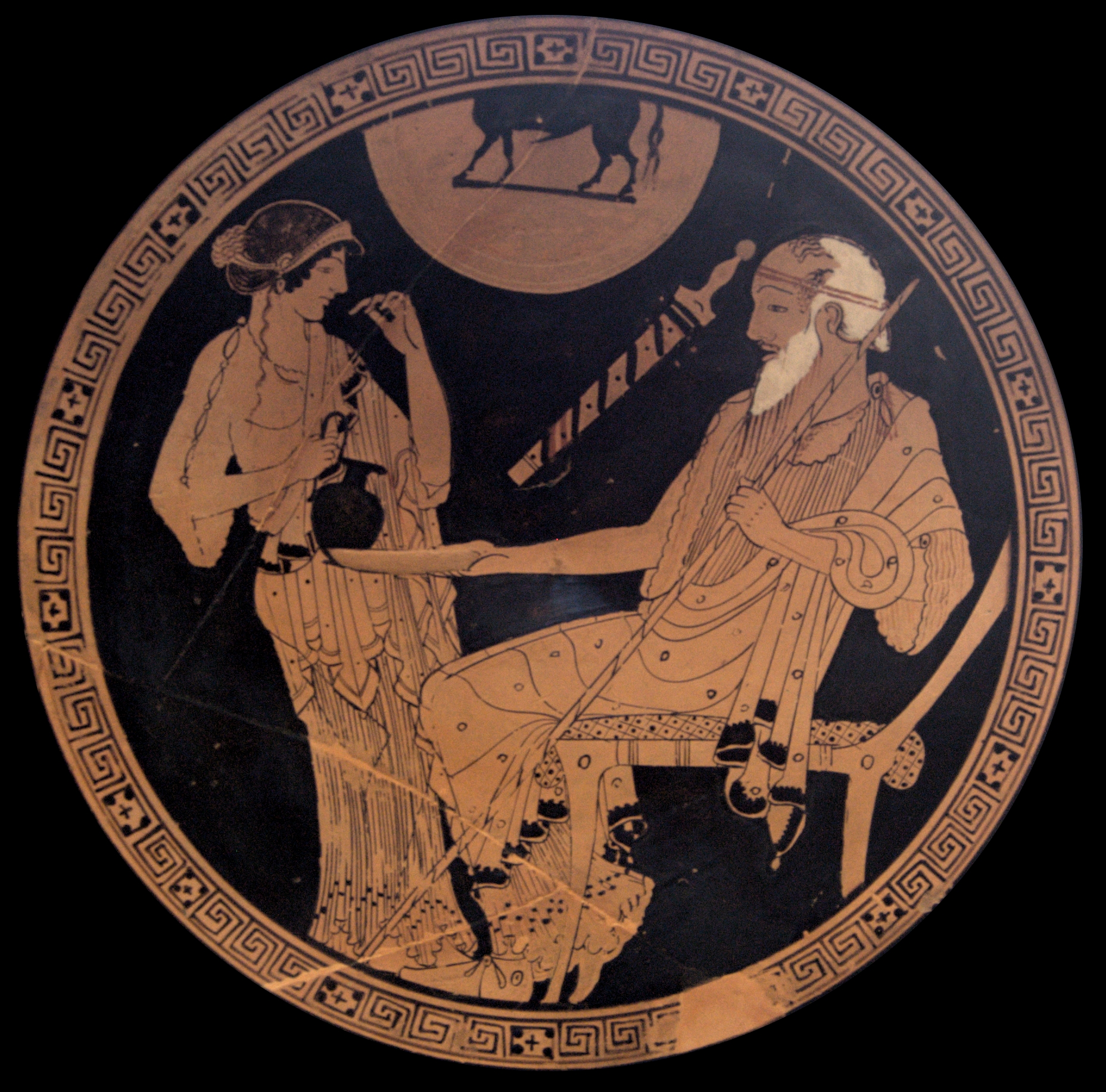
Hecamede gör kykeon till Nestor

Drycken kykeon gjordes på en näringsrik gröt av korn, och dracks även i religiösa sammanhang. Drycken kompletterades ofta med mosade baljväxter, grönsaker, köttbitar, fisk eller fågel. Melas zomos, som var spartanernas nationalrätt, var en soppa gjord på griskött, vin och vinäger. De mest populära maträtterna under antiken innehöll grönsaker och baljväxter. Några av dem åts råa och andra kokades eller stektes. De mest uppskattade baljväxterna var linser, bondbönor, ärter, kikärter och lupiner, samtidigt som man använde många grönsaker och vilda örter såsom lök, zucchini, vitkål, malva, kronärtskocka och endiv. Frukter såsom vindruvor, olika sorters äpplen (som man även gjorde cider av), körsbär, päron och kvitten var populära. Kvittenfrukterna åts kokta och under romartiden serverade med kött. Färska eller torkade fikon och juice från omogna granatäpplen, vilket allmänt användes istället för citroner för att få syra i maten vid sidan av kvittenfrukten. Torkade fikon, sötmandlar, rostade kikärtor och valnötter kallades tragemata och förtärdes tillsammans med vin efter huvudrätterna under symposion. De antika grekerna använde kryddor för att smaksätta maten, till exempel oregano, saffran, timjan, peppar och nejlika. Man blandade surt, salt och sött tillsammans. En av de kryddigare rätterna var en sås gjord på vitlök och olja, något som liknade dagens skordalia (vitlökssås). Man använde också senapsfrön, som man idag gör senap på, som krydda.

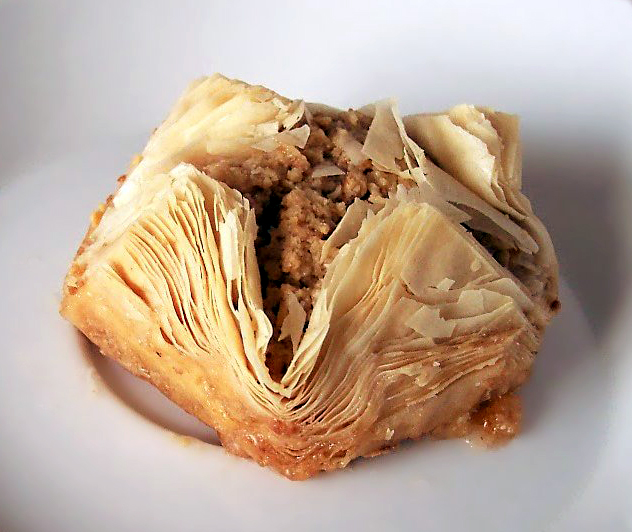
Baklava, idag främst känd i kök från Mellanöstern, men som ursprungligen är en turkisk rätt.

Spannmål, som odlades i stora mängder, var basingrediens i många maträtter. Vete- eller kornmjöl användes i tillagningen av plakountes, små pajer i olika former som rostades och beströddes med honung, valnötter, sötmandel och ibland med söt ost. Av mjölet gjordes också många olika sorters bröd, tillagade på olika sätt. Andra ingredienser blandades ofta med mjöl, såsom honung, olja, vin och kryddor. Man gjorde gröpe från vete som maldes i handkvarnar. De antika grekerna hade inget ris, men de kände till dess existens som en maträtt i öst. De kände över huvud taget inte till tomatens och potatisens existens som idag är en del av det moderna grekiska köket.
Filodeg gjordes ofta för att slå in olika fyllningar i. Fyllningarna kunde innehålla sötmandel, valnötter, sesamfrö och honung. Det liknade dagens baklava, vars ursprung är ett debatterat ämne; man vet inte säkert om det är turkiskt eller grekiskt. Runda små bakverk offrades till gudarna vid helgedomarna under ceremonier, medan stora brödlimpor offrades vid större fester. Till speciella högtider samlades små mängder från olika slags baljväxter och grönsaker, som kokades tillsammans och sedan offrades till gudarna som tack för skörden. Efter firandet samlades hela familjen runt bordet och åt från polyspermia. Ceremonin visade hur viktigt skörden var för deras kost.

#### Animalisk mat

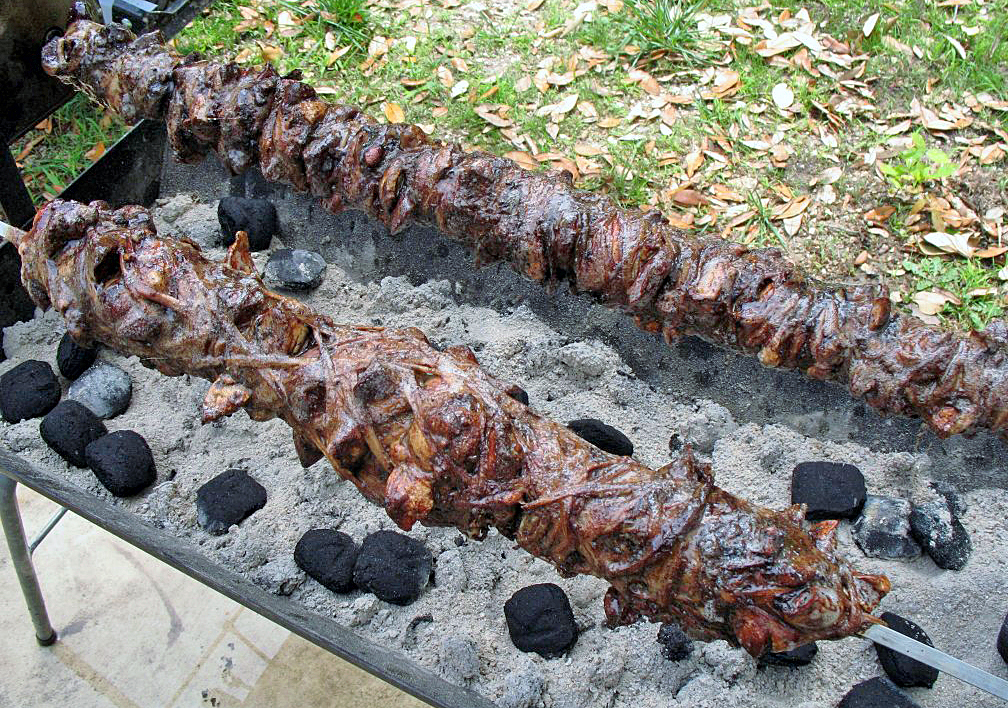
Kokoretsi görs på tarmar och är dagens eilito.

Griskött var det mest populära köttet och ansågs också heligt då det var en symbol för bördighet, och offrades därför till gudarna. Lamm och killingar åts huvudsakligen stekta på spett och av deras tarmar brukade man göra eilito, något som liknar dagens kokoretsi. Ägg, åtminstone under romartiden, stektes, kokades eller tillagades blandade med mjölk och honung i ett slags kräm som tjocknade när den ställdes över en eld. Andra populära maträtter var viltkött och köttfärspajer. Kött åts inte varje dag utan vid utvalda tillfällen, huvudsakligen efter att man offrat.
Fisk var vanligare än kött och grillades eller kokades. Fisksoppa tillagades i en kakavi, en stor gryta, varifrån namnet på maträtten kakavia kommer. Relativt ofta saltade man in olika fiskar, såsom sardiner, makrill och bonito och maträtten kallades då taricho. Garos, ett slags sås som användes till fisk, kött och grönsaker, tillverkades av jäst fisk. Blötdjur och skaldjur åts också, huvudsakligen bläckfiskar. Sannolikt användes många fler fiskarter på den tiden – fler än vi känner till idag.

### Romerska och bysantinska riket
Romarna influerades av det grekiska kökets många karaktäristiska inslag. De uppskattade den grekiska maten tidigt och bad de bästa grekiska kockarna om råd om hur de skulle tillaga sin mat. När romerska riket utvidgades var det helt klart påverkat av matlagningssederna hos de förslavade folken och då man hade råd att importera de mest besynnerliga och dyra livsmedel skapades ett komplext kök. De luxuösa romerska banketterna och de kända lukulliska festerna gjorde avtryck i historien genom dess överflöd och excentricitet. Gradvis avtog dock benägenheten att köpa dyra livsmedel till utsökta maträtter. Det bysantinska riket återupptog snabbt, efter romarrikets fall, det antika grekiska köket och utvecklade det genom att tillgodogöra sig influenser i kosten. Under den turkiska ockupationen lånade grekerna många inslag från det turkiska köket som i sin tur redan hade lånat många inslag från det grekiska köket från den bysantinska tiden. Lånen från de turkiska, venetianska och franska köken, blev sedermera traditionella matvanor.

## Nutid

### Dagens kök
I modern tid har turismen fört Grekland närmare andra europeiska matvanor, vilket har lett till ett stort nytt urval av maträtter. Matvanor från Mellanöstern och Latinamerika har spridits till Grekland, medan det amerikanska köket tenderar att påverka hela världen. Under jul och nyår börjar grekerna tillaga den traditionella grekiska filodegen. Små brödkakor (kourambiedes), små honungskakor (melomakarona), söta bakverk (diples, en blandning av munkar och struvor), nyårstårtor (vassilopites) och nyårskakor återfinns i många grekiska hem under julhelgen. Under karnevalerna skapar man många fantasifulla rätter. Det man främst äter är då pasta och griskött tillagat på många olika sätt, samt välsmakande bakverk som till exempel honungskakor (loukoumades).

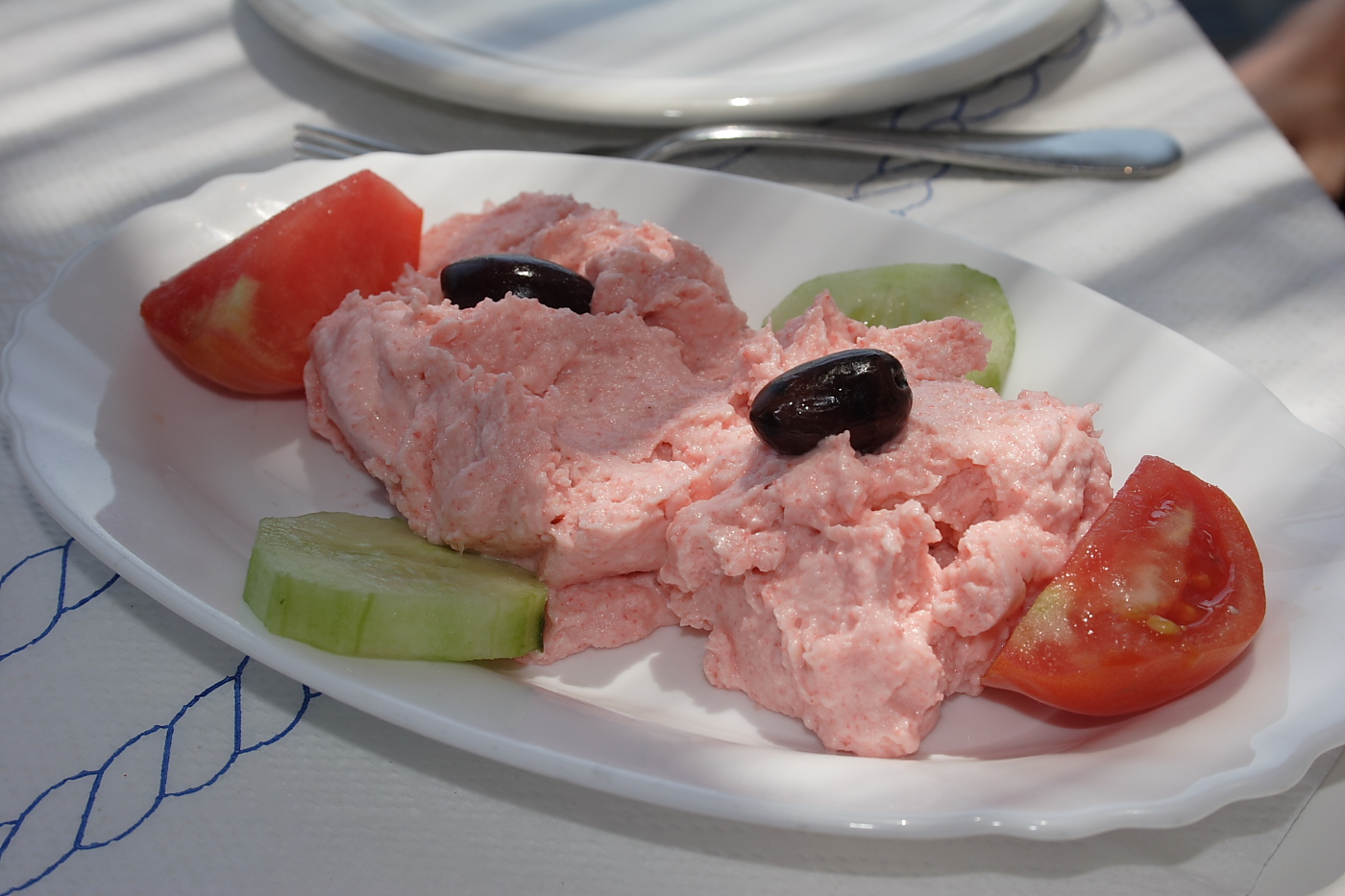
Taramosalata

Under sommaren blir många frukter och grönsaker klara att skörda. Dessa får ofta ersätta lunchen under sommaren på grund av värmen. Överblivna frukter och grönsaker konserveras och blir marmelad eller sylt att äta på vintern. Grönsakerna (okra, brytbönor, zucchini, äggplantor) är under sommaren ofta basen för maten. Bland alla grekiska maträtter, är moussakan ofta favoriten och paradrätten. När den första kylan kommer på hösten lagas den traditionella grekiska bönsoppan. Under fastan har de religiösa restriktionerna satt grekerna på prov. Trots det ytterst begränsade antalet tillåtna livsmedel har man skapat goda maträtter och till och med bakverk. Några exempel på rätter som tillkommit under fastan är skaldjursrätter, taramosalata, tzatziki, spenatpaj och andra grönsakspajer.
Under påsken äts främst lamm, killingar och den kända mayiritsan. På påskdagen sätts det traditionella stekspettet upp medan man under följande dagar äter många olika kötträtter tillagade av lamm och killingar – i ugn med potatis eller pasta, i gryta som frikassé, eller grillade stekar, etc. En annan viktig del av den grekiska påsken är de röda äggen.

### Uteliv
Kaféet är en traditionellt viktig plats i Grekland. Förr i tiden var kaféet en samlingsplats för män, och kvinnorna fick träffas på någon annan plats. Idag är det inte lika strikt och både kvinnor och män har tillträde till kaféerna. På kaféet serveras ofta kaffe, raki, vin och kall mat. I sällsynta fall har kaféet en meny. Det finns barer och diskotek i, i stort sett, alla större turistområden och städer, av vilka de flesta liknar de västerländska. Priserna har de senaste åren stigit avsevärt, även om det fortfarande är billigare än i många andra länder.

## Olika livsmedel

### Oliver och olivolja

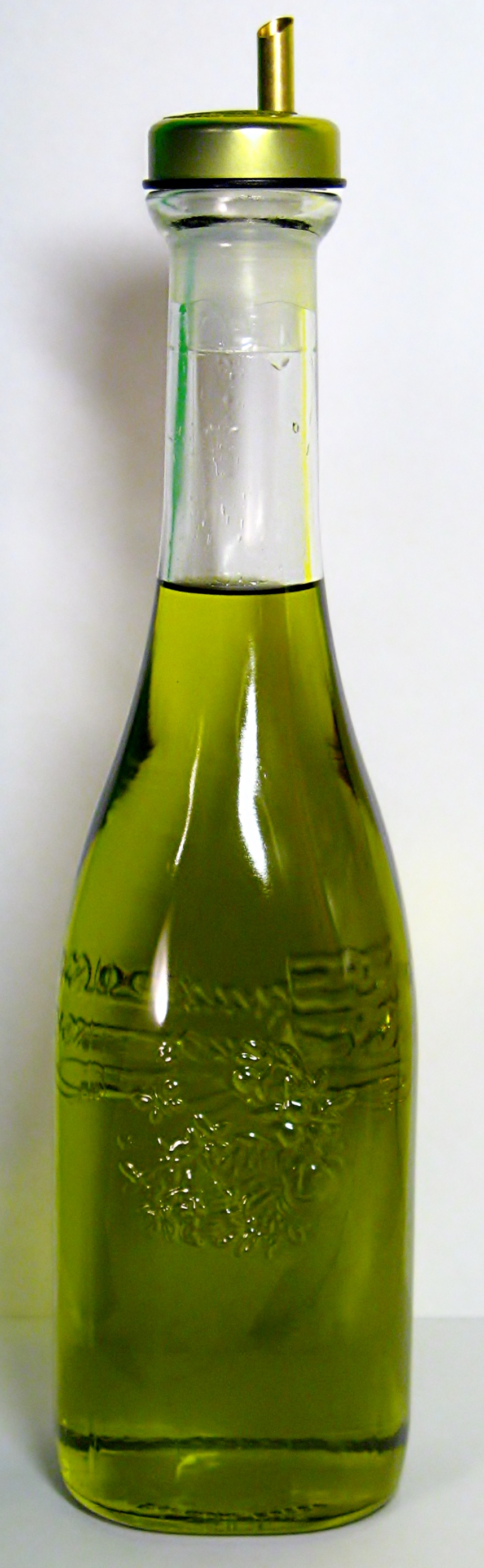
Olivolja

Olivträdet är oumbärligt för grekerna och oliver förtärs i någon form nästan varje dag. Olivolja är en basingrediens i det grekiska köket och återfinns i de flesta hushåll till den grad att olivolja och olja nästan är synonyma begrepp. Grekerna konsumerar mest olivolja i världen per capita. På grund av det utbredda användandet av olivolja är olivträdet väldigt vanligt i Grekland och tusentals familjer har olivträdsodling som yrke, främst på de grekiska öarna och Peloponnesos. Grekland är världens näst största producent av oliver och den tredje största av olivolja.
Oliven är en smakrik förrätt. Oliver är väldigt ovanliga i matlagningen utan äts råa. Dessa samlas ihop i slutet av året, samtidigt som de oliver som används till olja skördas. Det finns många olika ätbara olivsorter beroende på vilket område frukten kommer från och hur den har omhändertagits. De mest kända är oliverna från Kalamata och Amphissa. Sätten att omhänderta och konservera oliver skiljer sig inte mycket åt från hur man gjorde under antiken.

#### Olivens historia
Olivodlingens historia i Egeiska havet under antiken är dunkel. Man har vid utgrävningar av neolitiska boplatser hittat förkolnade olivträdsstammar. Domesticeringen av olivträdet är daterad till tidig bronsålder, cirka 3000 f.Kr., men den systematiska exploateringen av olivträdet startade på Kreta under 2000 f.Kr. Framställningar av olivträd, oliver, olivpressar och lagringsoljor på ön dateras till den minoiska åldern, efter 1700 f.Kr. Fynden visar att folk under minoiska åldern använde oliver i sin kost och olja som bränsle. Det verkar som om välfärden på det minoiska Kreta delvis byggde på oljeexport. Att odlingen av olivträd och framställningen av olja hade stor betydelse för ekonomin i det kretensiska och mykenska samhället blev känd först efter dekrypteringen av det mykenska skriftspråket Linear B. Många jordminnestavlor från Knossos, Mykene, Pylos och andra mykenska residens är graverade med symbolerna från Linear B för olivträd (e-ra-wa), olivolja (e-ra-wo) och oliv. Samtidigt visade samma tavla ideogrammatiska bilder av olivträdet och dess produkter. Olja var en av de viktigaste produkterna i Grekland inte bara under forntiden utan har varit det under alla tidseror. Enligt den grekiska mytologin var olivträdet en gudagåva; Athena gav olivträdet till atenarna och så blev hon deras beskyddare. Solon den vise lagstiftaren, 600 f.Kr., fastställde det optimala avståndet mellan två olivträd så att största möjliga skörd skulle ges och han förbjöd också beskärning av mer än två träd per år och odlare. Förutom den ekonomiska betydelse som odling av olivträd hade, på grund av den betydande exporten av olja till många antika länder, använde grekerna olivoljan för att bjuda på, som tändmedel, i religiösa syften och för att måla väggar och kärl. Framförallt var dock olivträdet en symbol för fred, visdom och vinst.
Vinnarna av de antika olympiska spelen fick som pris en krans av oliv, en symbol för fred och försoning mellan människor. I Aten, var olivträdet förknippat med priset vid liknande atletiska sporter, ett pris som inte bara hade ett symboliskt värde utan ackompanjerades av en betydande ekonomisk belöning. Var fjärde år organiserade atenarna Panathenaea, en festlig händelse som inkluderade religiösa ceremonier och atletiska spel, till Athenas ära. Vinnarna av tävlingarna tilldelades stora jordkärl, de kända Panathenean-urnorna, vilka var fyllda med olivolja. Dessa luxuösa urnor, vilka idag ställs ut på många museer världen över, dekorerades med bilder av de atletiska spelen och av gudinnan Athena. Varje vinnare, huvudsakligen inom travsport, kunde vinna från 30 till 70 urnor som innehöll 2,5 till 5 ton olivolja från de heliga olivodlingarna i staden. Det verkar som om vinnarna kunde sälja den vunna oljan, vilket bevisas av det stora antal Panathenean-urnor som hittas runt hela Medelhavet upp till halvön Krim. Det sägs att man av de pengar man fick för att sälja den vunna oljan kunde köpa två till tre hus eller 140 får.
Under romartiden var produktionen av oliver och olivolja fortfarande av stor betydelse för grekerna och exporten gav betydande inkomster. På liknande sätt såg det ut under bysantinska tiden. Dessutom fick olivträdet på grund av kristendomens framväxt, en speciell symbolisk betydelse för den nya religionen. Enligt religionen bar Noas duva en olivträdskvist, ett tecken på Guds nåd, och Jesus kallade trädet ett välsignat träd. Kristna smordes i olivolja och olivoljan är av stor betydelse för kristna livet igenom, till exempel genom de oljelampor som tänds vid ikonbordet i det grekiska hushållet. I många kloster och kyrkor runt om i Grekland finns det mycket gamla odlingar. Exempelvis har man på Athos odlat oliver sedan 1000-talet.

#### Oliver idag

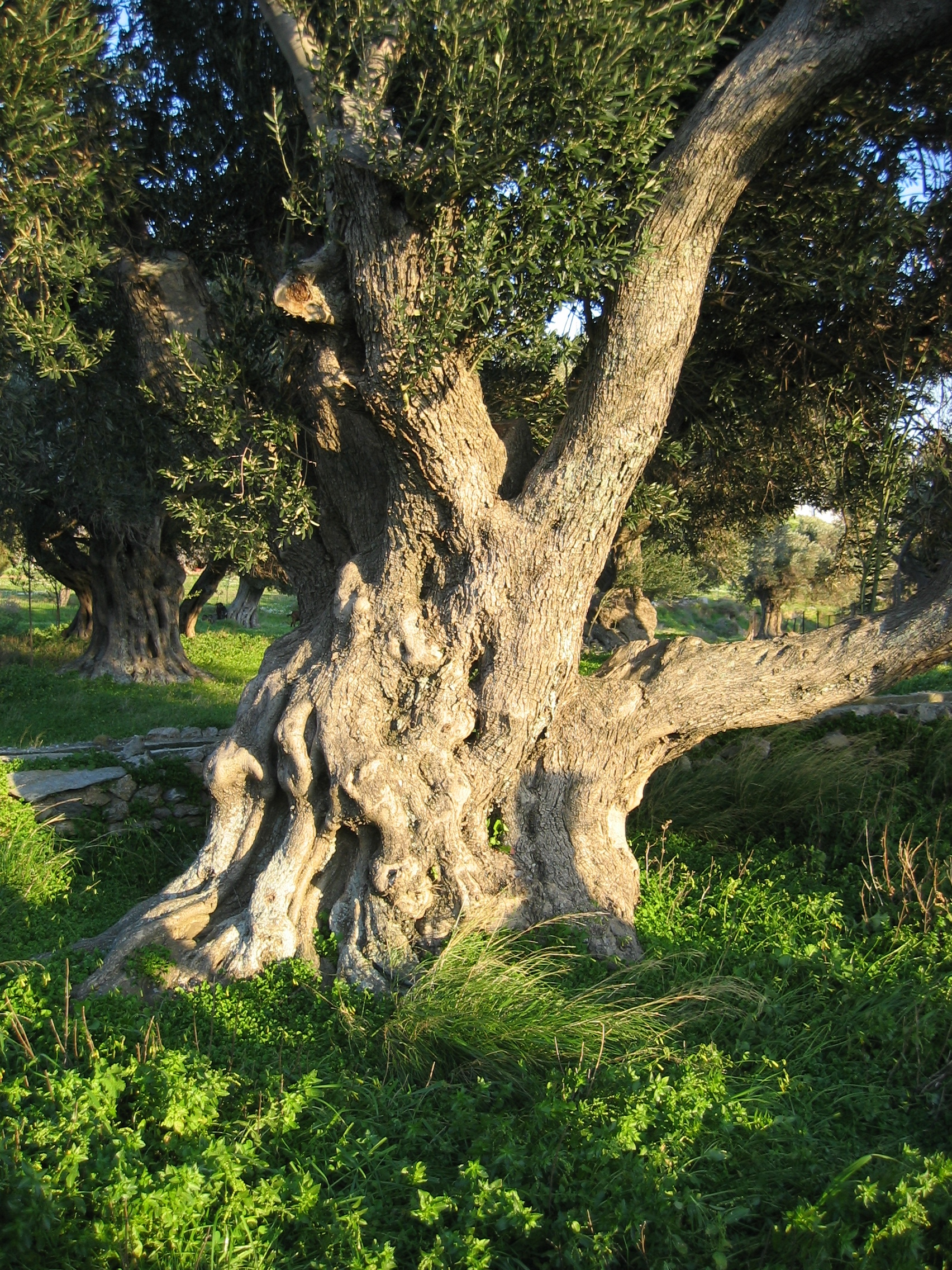
Ett flera hundra år gammalt olivträd på ön Euboia.

Nu för tiden odlas olivträd och framställs olivolja med moderna metoder. Arten man framförallt odlar är Olea europaea, på grund av dess långa livslängd. Vid Medelhavet finns det träd som är äldre än 300 år som fortfarande producerar oliver. I Kalamata finns det ett olivträd som är 800 år gammalt och mer än åtta meter högt. Trädet har blivit ett naturmonument i området. Olivträdet växer på torra områden, till och med på stenig eller klippig mark. I bördig och rikligt bevattnad jord växer det snabbt och bär frukt, men det klarar inte temperaturer under -9 °C. Skörden äger rum när oliverna är i sista mogningsstadiet, när färgen skiftar från gröngul till svart. Ju tidigare skörd desto sämre blir oljeavkastningen och kvaliteten, men görs skörden senare blir frukterna sämre, men oljeavkastningen ökar. Förr i tiden gjordes skörden för hand när frukterna fallit till marken. För att underlätta den här metoden läggs nuförtiden nät i plast ut över marken som oliverna ska samlas i inom 15 dagar. Skörden görs oftast genom att slå på trädet, men insatser görs nu för att överge denna metod som skadar frukten. Därför används numera både maskiner och kemiska ämnen vilket får frukten att falla lättare från trädet. Efter hopsamlandet av frukten lagras oliverna en kortare period i väskor eller trälådor och transporteras till oljepressar. Där tas bladen bort och frukterna tvättas varpå de stoppas i oljekvarnen, som består av två eller tre cylindriska granitstenar som snurrar runt metall- eller träaxlar och krossar oliverna. Frukten går därefter igenom speciella maskiner som separerar oljan från juicen och proceduren avslutas i oljepressen där olivoljan skiljs från fruktköttet. För detta sista steg används idag en hydraulisk press, som har orsakat en revolution inom oljebranschen.
Olivoljan är en viktig faktor för balansen av ämnesomsättningen och hjärnan samt benutvecklingen i människokroppen, samtidigt som den rekommenderas för äldre då dess vitamin E saktar ner cellalterationen och det naturliga åldrandet. Olivolja bidrar också till förebyggandet av magsår och gallkrämpor under tiden som den, på grund av enkelmättade fettsyror, reducerar kolesterolet. Ett högt kolesterol kan leda till hjärt- och kärlkrämpor samt åderförkalkning.

### Grekiska ostar

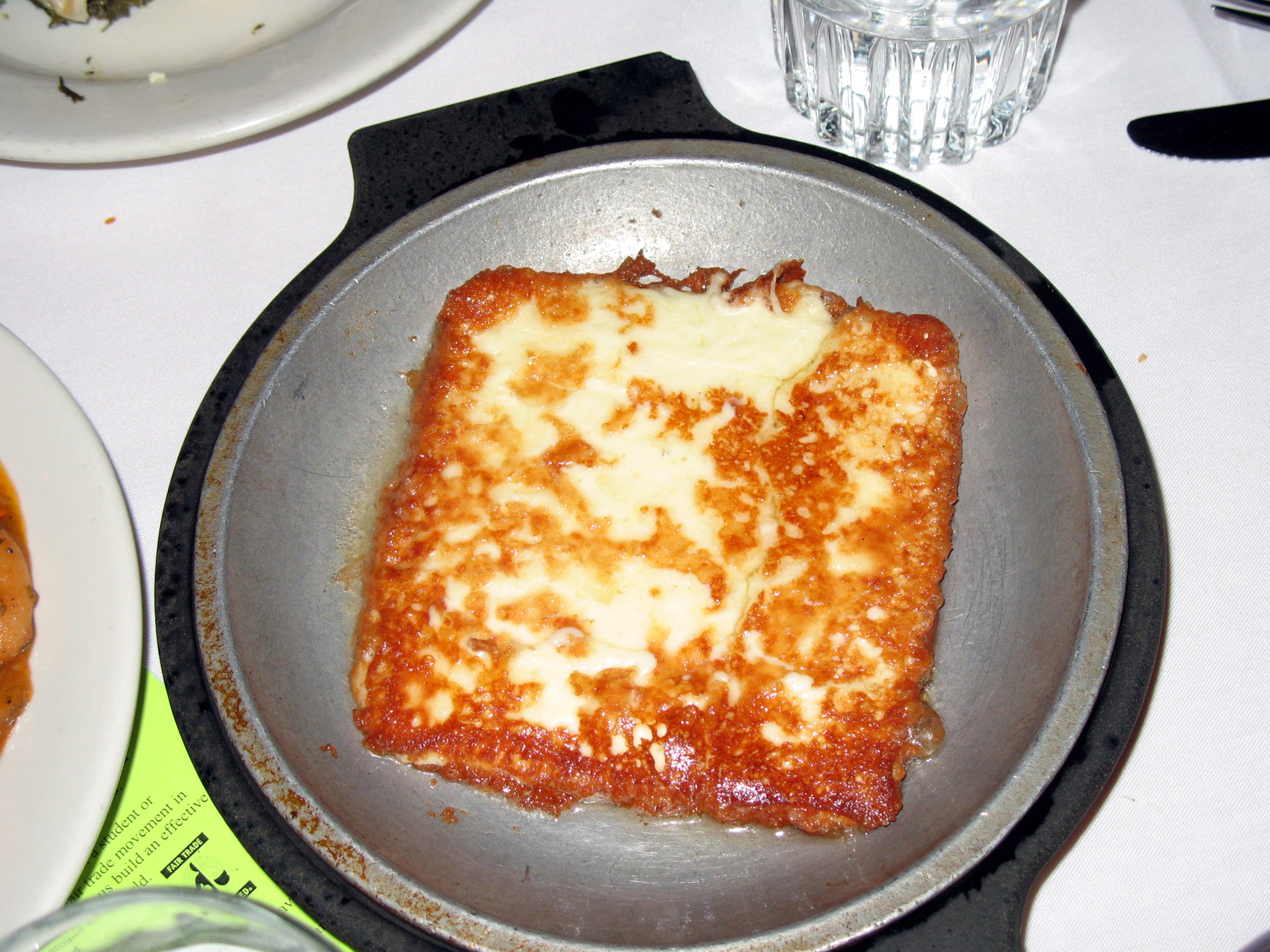
Saganaki

Ost är liksom oliver en självklarhet för grekerna och äts nästan varje dag, antingen som förrätt eller som komplement till huvudrätterna, eller som en ingrediens i många slags rätter, till exempel pajer, sallader, saganaki, pasta, omeletter, smörgåsar med mera. Kunskapen om osttillverkning kommer från antiken, och det verkar som om man gör ungefär likadant som man gjorde då. Grekerna producerar en stor mängd ostar, varav de flesta är av grekiskt ursprung. Dessutom importerar grekerna ost från många andra länder. Grekerna är det folk i Europa som äter mest ost per person, vilket till stor del beror på den grekiska fetaosten.

#### Hårda och mjuka ostar

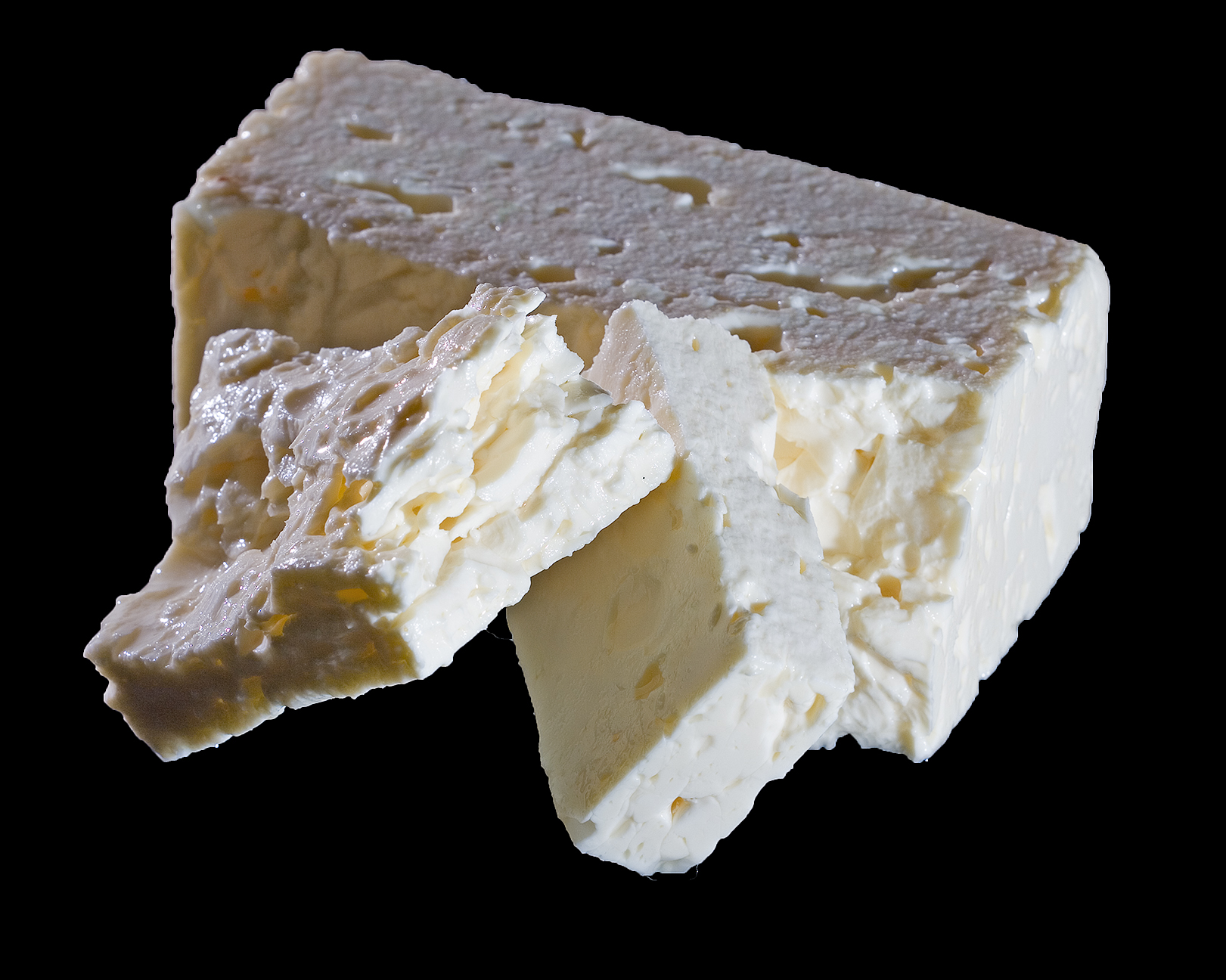
Fetaost görs på fårmjölk. Smaken är halvsur och lite salt, och osten förvaras i saltat vatten i tunnor eller konservburkar.

Generellt så delas ostarna upp i hårda och mjuka ostar. De mjuka är tillagade efter en kort behandling, som binder vattnet i deras massa och de mognar snabbt. En nackdel är att hållbarhetstiden är kort, bara under väldigt speciella förutsättningar eller i frysen blir hållbarhetstiden längre. De hårda ostarna behöver en längre behandling, innehåller mycket lite vatten och mognar långsamt, men hållbarhetstiden är lång. Feta är antagligen den mest kända grekiska osten och den äts i stora mängder i Grekland. Den är vit och görs på fårmjölk. Smaken är halvsur och lite salt och den förvaras i saltat vatten i tunnor eller konservburkar. Den är en viktig ingrediens i grekisk bondsallad, men kan också serveras rå som förrätt med olja, oregano och peppar, eller grillad med tomater och oregano. Den används mycket i vegetariska rätter samt är huvudingrediens i den traditionella ostpajen.
Manouri är en vit ost gjord på vassle med en stor mängd fet get- eller fårmjölk. Den är osaltad men innehåller mycket ost. Hållbarhetstiden är kort men kvaliteten hög. Manouri produceras mest i områdena Thrakien, Makedonien, Epirus, Naxos och Kreta. Myzithra är en vit ost gjord på vassle, likt manourin. Den tillhör samma kategori som manourin, men dess kvalitet är lägre. Den serveras färsk eller torkad och torkad används den mest riven till pasta. Myzithran på Kreta är välkänd och används där till att göra små pajer av.
Kefalotyrin är en vitgul ost gjord på får- och getmjölk. Den har små hål och en kryddig och salt smak. På grund av dess hårdhet används den ofta riven till pasta, eller stekt i het olja och kallas då saganaki som är en känd och uppskattad förrätt. I Grekland har osten skapats i århundraden. Idag produceras den främst i Epirus, Tessalien, Parnassus och på Kreta. Kefalogravieran är precis som kefalotyrin en vitgul ost, men är gjord på komjölk eller en blandning av ko- och fårmjölk. Den har en ganska kryddig smak och har många små hål. Gravieran är en halvhård gul ost gjord på komjölk och en liten mängd fårmjölk. Den liknar kefalogravieran men har en sötare smak och större hål. Kasserin är en halvhård vitgul ost gjord på fårmjölk med en ganska kryddig smak. Tillverkningen av kasseri i centrala Grekland är viktig.

## Typiska grekiska maträtter

### Förrätter
Meze är samlingsnamnet för en rad olika smårätter, vanligtvis serverade med till exempel ouzo. Orektika är det grekiska namnet för förrätt och används ofta när man äter en huvudrätt av annat ursprung än grekiskt. Såser serveras ofta med en brödlimpa eller pitabröd. I några regioner mjukas torkat bröd upp i vatten. Exempel på grekiska förrätter är dolmades (vinbladsdolmar, vinblad fyllda med ris och grönsaker och ofta kött), grekisk sallad, horta (vilda eller odlade grönsaker, ångkokta eller blancherade som sedan görs till sallad och smaksätts med citronsaft och olivolja. De kan ätas som ett lätt mål med potatis, speciellt under fastan istället för fisk eller kött), melitzanosalata (äggplantsallad), saganaki (friterad ost), skordalia (tjock vitlök- och potatispuré), taramosalata och tzatziki. Många andra livsmedel slås in i filodeg, antingen i mindre trianglar eller i stora ark med namnen kotopita (kyckling), spanakotyropita (spenat och ost), hortopita (grönsaker), kreatopita (köttfärs) etc.
Soppor uppskattas i Grekland både för dessas stora näringsvärde, och för att de är enkla och snabba att tillaga. De smakrikaste anses vara de som är gjorda på kalv- eller fiskbuljong, men grönsaker, citron och ägg tillsätts också för smakens skull. Exempel på soppor är fakes (linssoppa, och en av de kända vardagliga grekiska sopporna, vanligtvis serverad med vinäger och fetaost), fasolada (en bönsoppa beskriven i många kokböcker som den traditionella grekiska maträtten, ibland även kallad "Greklands nationalrätt".), magiritsa (den traditionella påsksoppan gjord av inälvor från lamm) samt psarosoupa (en fisksoppa som kan tillagas med många olika slags fisk och många slags grönsaker såsom morötter, persilja, selleri, potatis, lök etc. Det finns många variationer, till exempel den klassiska kakavia som får några stänk av olivolja.)

### Huvudrätter
De vegetariska huvudrätterna är väldigt populära under fasteperioder, speciellt under den "Stora fastan" före påsk. Exempel på vegetariska huvudrätter är gigantes (ugnsbakade bönor med tomatsås och olika örter, ofta kryddad med olika sorters peppar.), spanakorizo (spenat- och risstuvning kokad i citron- och olivoljesås) och yemista (ugnsgräddade fyllda grönsaker. Vanligtvis tomater, paprika eller andra grönsaker som är urholkade och fyllda med ris och örter.)
Det grekiska köket har länge ansetts hälsosamt eftersom det innehåller mycket olivolja och färska grönsaker. Kött har idag successivt blivit en allt viktigare del av dieten och många äter kött både en och två gånger om dagen. De vanligaste köttsorterna i Grekland är fläskkött, lammkött, nötkött, getkött, kyckling, kalv och kanin. Då kött förr i tiden var dyrt åts kött knappt två gånger i veckan och ofta med mycket grönsaker, pasta eller grynprodukter. En av de mest kända kötträtterna är moussaka som består av äggplanta, köttfärs, potatis och tomatsås, samt béchamelsås är ett bra exempel på hur man blandar många komponenter inklusive kött till en maträtt. Många kötträtter tillagas i tomatsås och rödvin, andra i exempelvis citron. Vitlök och annan lök används mycket i grytor och ugnsbakade rätter. Pastitsio är en rätt som påminner om lasagne om än inte med så mycket sås, och gjord på pasta, köttfärs, tomater, vitlök, lök och béchamelsås. Giovetsi är lamm ugnsbakat med pasta och tomatsås. Exempel på andra animaliska huvudrätter är païdakia (grillade lammkotletter med citron, oregano, salt och peppar), gyros (stekt kött på ett vertikalt stekspett som serveras med sås, ofta tzatziki och garnering som tomat och lök i pitabröd. Populär grekisk snabbmat), kleftiko (lamm marinerat i vitlök och citronsaft som långsamt bakas på benen. Det tillagades ursprungligen i en hålugn.), keftedes (friterade köttbullar med oregano och mynta) och stifado (viltgryta på kanin, hjortkött eller liknande med pärllökar, rödvin och kanel). Souvlaki är en populär rätt i Grekland, närmast att betrakta som snabbmat och har beskrivits som "Greklands hamburgare". Rätten säljs allmänt över hela Grekland, exempelvis på snabbmatsrestauranger. Den består av grillat kött, ofta fläskkött, på ett stort grillspett. Läggs köttbitarna i ett pitabröd tillsammans med allehanda grönsaker och sås, kallas den för gyros. De kan även serveras på grillspettet liggande på en tallrik, ofta serverat med ris eller pasta.

### Efterrätter
Många grekiska efterrätter görs på socker, och ofta även filodeg. Nötter används i många efterrätter, och när rätten är gräddad och klar täcks den med söt sirap baserad på honung, både för smakens och hållbarhetens skull. Efterrätten äts emellertid sällan efter huvudrätten, med undantag för olika frukter, utan är mer som sötsaker. Sötsaken äts sedan mitt på dagen, ofta utomhus, tillsammans med en kopp grekiskt kaffe och ett glas iskallt vatten. I bakverken används ofta nötter såsom valnöt, pistaschnöt, hasselnöt och sötmandel och utgör bakverk såsom baklava och kataifi, antingen inne i bakverket eller hackat ovanpå. Det finns många kakor för speciella högtider, exempelvis melomakarona, en kaka som är dränkt i honung, som serveras till jul, och som äts tillsammans med kourabiedes, kakor av mjöl, smör och hackade rostade mandlar beströdda med florsocker. Till nyår serveras vasilopita, vilken skärs i bitar under småtimmarna. Den innehåller ofta ett silvermynt, som bringar lycka till den som får myntet.
Baklavan, som tros vara av turkiskt eller libanesiskt ursprung, är förlagan för den grekiska baklavan som ofta görs av tjockare filodeg och är större än sin turkiska förlaga. Exempel på andra efterrätter är till exempel diples, en jul- och bröllopsdelikatess av tunna, arkliknande degar som är skurna i stora fyrkanter och doppade i en gryta med het olivolja i några sekunder, vartefter den styvnar till ett skruvformat för. Därpå tas den omedelbart bort och stänks med honung och hackade valnötter. Andra exempel kan vara galaktoboureko, en vaniljkräm mellan filodeg, halvadopites, en nougat av sesam och sötmandel i ett tunt skal, moustokouloura, kakor av mjöl blandad med färsk vindruvssaft istället för vatten, rizogalo, en rispudding samt skedkakor. Skedkakor görs av olika frukter, mogna eller omogna, eller gröna omogna nötter. Är huvudsakligen gjorda på samma sätt som marmelad förutom att frukten kokas hela eller i stora bitar. Ofta serveras även yoghurt med honung eller sirap.

## Dryck

### Ouzo
Den förmodligen mest kända grekiska likören är ouzo. Ouzon, som är som ett brännvin, har en väldigt speciell smak och är kryddad med anis. Drycken är väldigt vanligt förekommande över hela landet, och ibland får man ett glas gratis efter en måltid på en restaurang. Kritiker anser att den bästa ouzon tillverkas på ön Lesbos. På Kreta är den turkiska varianten raki populär istället för ouzon. Rakins alkoholhalt varierar mycket, och framställs av många olika frukter, varibland vindruvor och fikon är vanligt. Drycken smaksätts sedan med anis. De flesta tillverkarna av raki är gamla destillerier, emedan nya destillerier beskattas av regeringen. Eftersom drycken har en så hög alkoholhalt är det lätt att bli berusad av drycken. Tsipouro är en annan likör som liknar ouzo, även om den ofta har högre alkoholhalt, runt 45 procent, och är smaksatt med örter. Drycken är ofta hembränd, och tillverkas av mustrester från vintillverkningen. Raki och tsipouro är i stort sett samma dryck, bara att rakin har en högre alkoholhalt.

### Vin

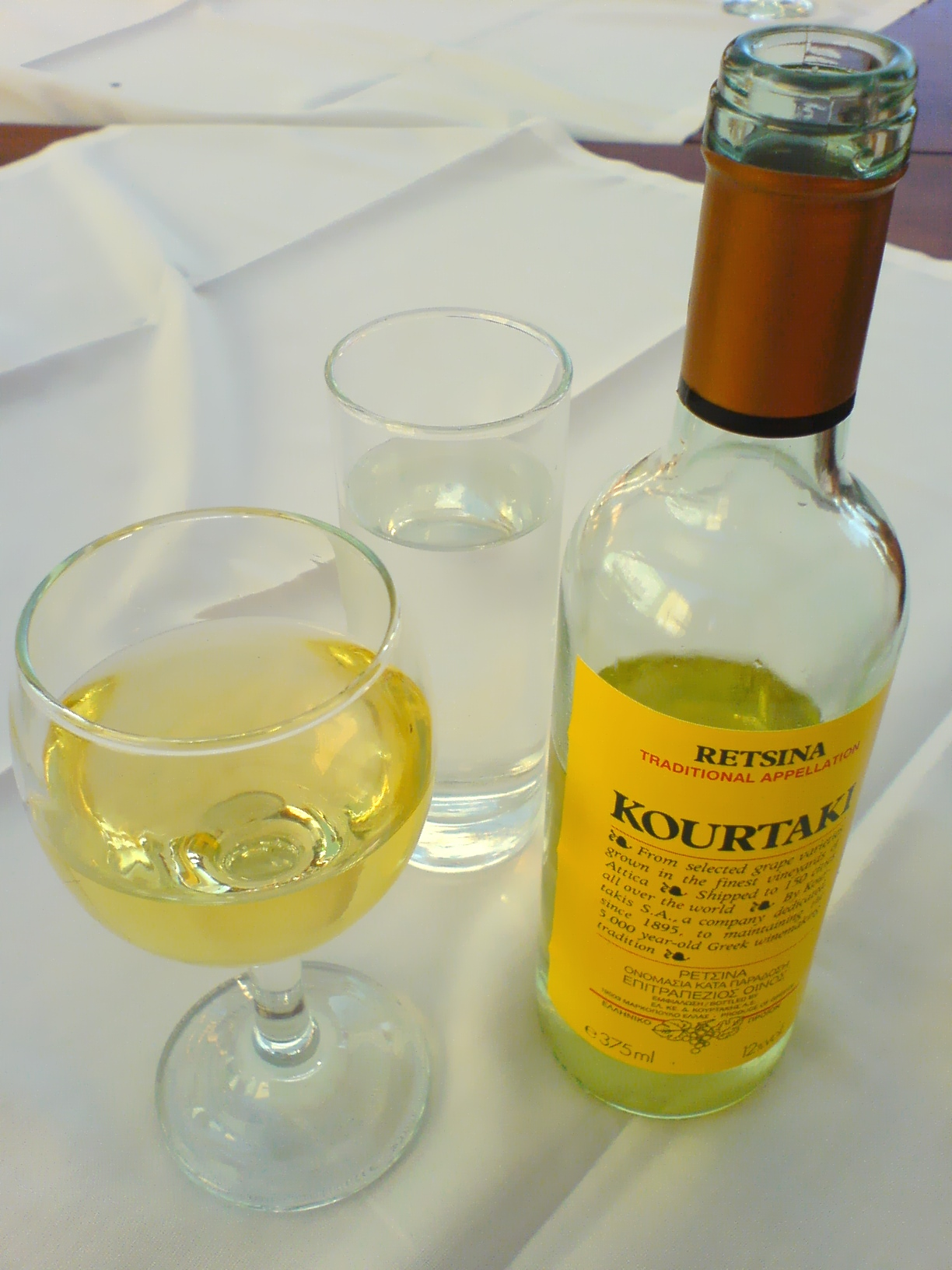
Ett glas med retsina från Grekland

Naoussavin

En enkel regel är att ljust vin används till okryddad mat medan ett mörkare vin används till mustiga smakrika maträtter. Till grekiska förrätter dricks ofta torrt vitt vin, såväl som till fisk och skaldjur, som dessutom behöver en fin, subtil doft. Rött vin används till kött, hur köttet än är, beroende på hur kryddig smaken på måltiden är. Torrt vitt vin passar bättre till pasta och grönsaker, rosévin eller rött vin till omeletter eller risrätter. I allmänhet väljer man vin efter den kryddigaste av de maträtter som serveras. Vin är inte bara en måltidsdryck, utan också en sällskapsdryck. Rött vin är vanligare och billigare än vitt. Ett populärt grekiskt vin är retsina, som är ett vitt vin med kåda från aleppotall, ursprungligen för förbättrad hållbarhet men numer även för smaken. Vinet bör drickas färskt, och smaken är mycket speciell.

#### Vinets historia
Den grekiska mytologin och arkeologiska fynd från antiken visar att vin odlats under lång tid. Det verkar som att vingårdar som producerade vindruvor för vin först odlades i Centralasien och därifrån spreds de till Mellanöstern. Grekerna var en av de första europeiska folken att producera vin. Enligt arkeologiska bevis odlades vinrankor först i norra Grekland under 4000 år f.Kr. medan det har blivit konstaterat med säkerhet att vin producerades 2000 år f.Kr. Homeros nämner det stora antal existerande vinsorter och lovordar det inte bara som en trevlig dryck utan också som en medicin. Hesiodos beskriver olika sätt att göra vin på. Antika greker främjade vinproducering väldigt mycket. Varje stad kunde stoltsera med sitt eget vin, medan de mest kända kom från Thassos, Chios, Kos, Rhodos, Euboea, Thera, Kreta, Cypern, Myrtelene, Naxos och Thrakien.
Under antiken dracks vin utspätt med vatten av både kvinnor och barn. Den andel som Hesiodos rekommenderade var tre delar vatten till en del vin. Dessutom dracks vin annorlunda än vad som är fallet idag. Under symposium till exempel åtföljdes inte huvudrätten av vin, utan vinet kom efteråt tillsammans med söta desserter, så kallade tragemata (torkad frukt, sötmandel, honungspajer). De antika grekerna verkar inte ha druckit vin för att bli berusade. Under symposium diskuterade deltagarna filosofiska problem i timtals i ett eget valt ämne. Platon kompilerade sin mest kända filosofiska dialog drickande vin i symposium. Han skrev: "Vin försonar dig med dig själv". Enligt den grekiska mytologin var det vinguden Dionysos som lärde grekerna att tillverka vin. När Dionysos jagades av Hera, Zeus fru, och tog skydd vid ett berg, uppfostrades han av nymferna i en grotta full av vilda vinrankor. När han växte upp tvingade Heras ilska honom att vandra över hela jorden varpå han lärde ut allt han kunde om vinrankor och vin. Under hans vandringar följde nymfiska menader honom samt en stor grupp av satyrer. Menaderna höll stavar dekorerade med murgröna och vinranksblad och kom i extas dansande på ett vildsint sätt. Satyrerna deltog i den livliga lagspringningen och dansade och jagade nymferna. Guden med sitt följe gav folket som välkomnade honom av sitt söta vin för att förnöja dem och för att de skulle trivas. Emellertid straffades de som inte accepterade honom, genom att han kunde förorsaka mani med sitt vin och leda dem till ytterligheter. Detta ska visa att av vin i lagom mängder mår man bättre, men i för stora mängder leder det till katastrofal mani. Dionysos lärde själarna det korrekta sättet att använda dessa presenter och straffade dem som vägrade ta emot dem eller gick över de satta gränserna. De flesta grekiska regionerna satte därmed igång att odla vin och dyrkade guden, eftersom människor genom berusning och de vanvettiga danserna kunde befria sig själva från oro och känna sig fria.

#### Olika viner
Vinerna som grekerna gillade mest var starka och söta viner med många kryddor (kanel, timjan och liknande). Samtidigt gjorde de vin från andra frukter så som äpplen i form av cider, päron i form av apitis, kvitten i form av kydonitis, fikon i form av sykitis och granatäpplen i form av roditis. Ganska ofta spädde de ut vinet med vatten, då de ansåg att detta var ett bra sätt att få vinet att hålla längre. Av samma anledning hade de i tallbark för att skapa det mest kända grekiska vinet, retsina. Detta vin förvarades sedan i lerkrukor eller i speciella stora urnor i vilka de exporterades. Handfästet på dessa urnor var stämplat med information om kapacitet, kvalitet, ålder och varifrån produkten härrörde.

#### Modern vinproduktion

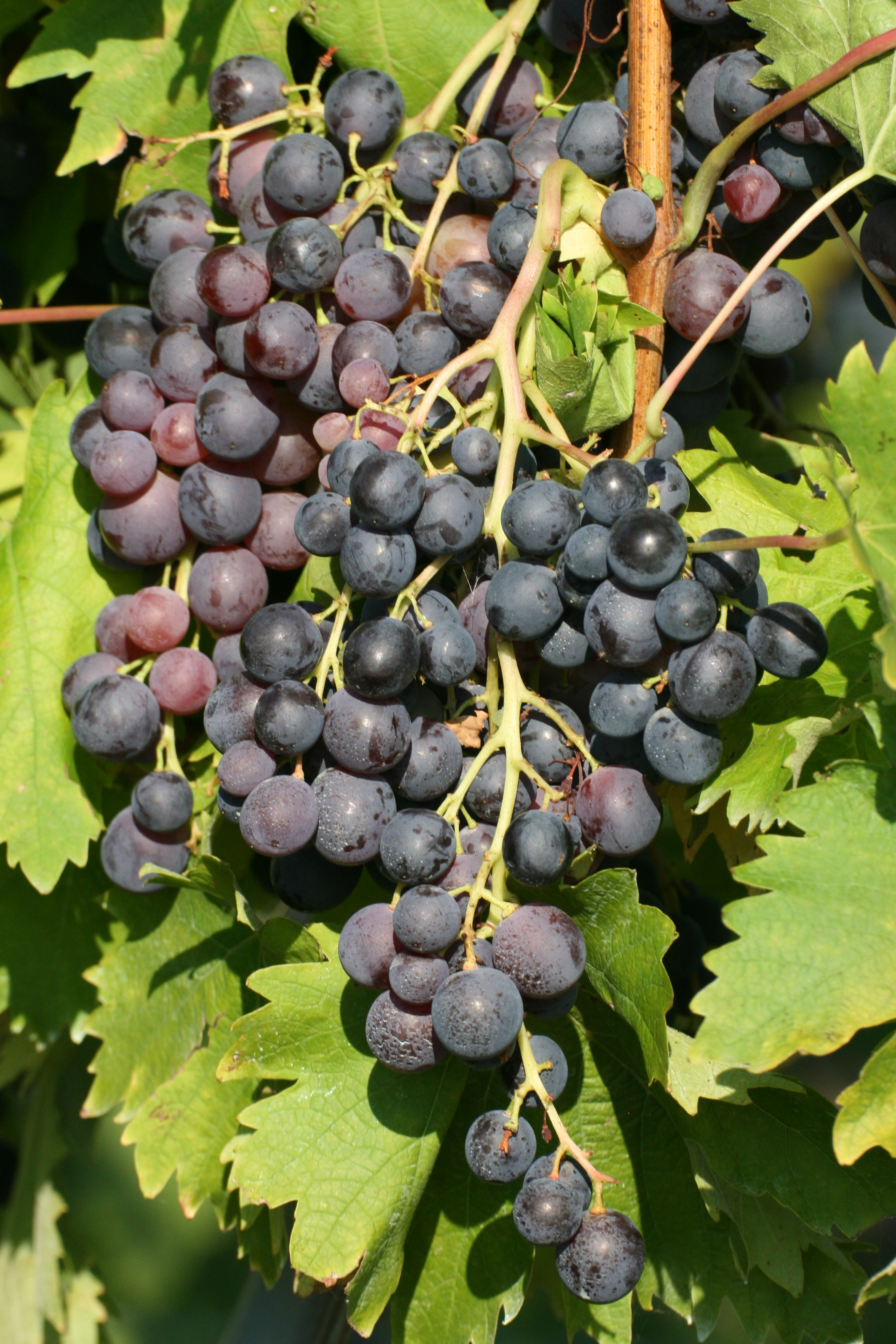
Muskatdruvor

Det moderna Grekland fortsätter att producera stora mängder vin. 200 000 familjer över hela Grekland arbetar med vinframställning och de producerar tillsammans 500 miljoner liter vin om året, på totalt 360 vinfabriker. En stor del av detta exporteras utomlands och anses vara av hög kvalitet. Enligt regler får ungefär 20 grekiska regioner producera viner med beteckningen Appellation of Higher Quality (Benämning av högre kvalitet). Variationen av grekiska viner är väldigt stor på grund av den stora skillnaden i markens beskaffenhet i de olika områdena.
Thrakien, det mest kända området under antiken för sin produktion av det kända vinet av Thassos, producerar idag ett begränsat antal viner som är underlägsna de från andra regioner. Makedonien har dock några av de mest utmärkta grekiska vinerna, exempelvis naoussa (mörkrött, kraftigt vin) och topikos agioritikos, som är ett rött och vitt vin producerat i munkklosterna på berget Athos. Traditionen att göra vin på Athos startade 1 000 år f.Kr. då de första munkklostren etablerades på halvön eftersom vin var en grundingrediens av munkarnas kost och användes också i terapeutiska syften. I Attika i Grekiska fastlandet produceras en stor mängd vita viner. I Grekiska fastlandet odlas även vindruvor av sorten savatiano, som används bland annat för att göra retsina på.
Peloponessos är den vinregion i Grekland med den största mångfalden. Här odlas bland annat muscat, som är söta vita viner med smak av sorten muskat. På flera öar i Grekland odlas viner för vinframställning. På Samos produceras ett ryktbart, sött, aromatiskt vin av muskat som odlas på höjder upp till 800 meter. På Santorini odlas högkvalitetsviner, då odlingen gynnas av öns vulkaniska berggrund. På både Rhodos och Kreta produceras många viner, bland annat daphnes som har odlats sedan antiken.

### Öl
Någon traditionell öltillverkning finns inte i Grekland, men ett antal lokala bryggerier har grundats. Dessa öl är relativt billiga. Exempel på grekiska ölsorter är Vergina, Zeos, Mythos, Alfa Hellenic Lager, Fix och Kaiser vilka alla produceras lokalt, några under licens.

### Alkoholfria drycker
Förutom läskedryckerna är olika sorters juice mycket vanliga. Klimatet gör apelsinerna söta, vilket speciellt lämpar sig för tillverkning av apelsinjuice. På de flesta platser i Grekland, förutom en del öar, är kranvattnet drickbart. Kaffet serveras starkt i små koppar. Det filtreras nästan aldrig, utan sumpen ligger kvar i botten på koppen. Ofta serveras det i form av Nescafé, med mycket, lite eller utan socker. Vattnet kan vara varmt, även om den kalla varianten frappé har blivit populär, på grund av landets heta klimat. Te dricks, om än inte så mycket. Det finns teodlingar på Kreta.